# Ghetlova, Orhei
Ghetlova este satul de reședință al comunei cu același nume  din raionul Orhei, Republica Moldova.

## Istoria
Ghetlova a fost menționat documentar pentru prima dată în 1436, cu numele Deteleu:
„Din mila lui Dumnezeu, noi, Ilie voievod, și fratele domniei mele Ștefan voievod, domni ai Țării Moldovei. Facem cunoscut, cu această carte a noastră, tuturor celor care o vor vedea sau o vor auzi citindu-se, că această adevărată slugă a noastră, Hodco al lui Crețu, ne-a slujit cu dreaptă și credincioasă slujbă. De aceea, noi, văzând dreapta și credincioasa lui slujbă către noi, i-am miluit cu deosebita noastră milă si i-am dat în țara noastre două locuri din pustie pe Cula, între Borșciari și între Deteleu, la Luncușoara de Jos, la Două Fântâni. Toate acestea să-i fie uric, cu tot venitul, lui și copiilor lui, și nepoților lui, și strănepoților lui, și răstrănepoților lui și întregului lui neam, neclintit niciodată, în veci.

...

Iar pentru mai mare întărire a tuturor celor mai sus-scrise, am poruncit credinciosului nostru pan Oancea logofăt să atârne pecetea noastră la aceasta carte a noastră.

A scris Lazea, la Vaslui, în anul 6944 <1436> iulie 17.”
Ulterior, în documentele medievale apare cu denumirile: Detelev, Deateleu, Diatelova.